# Timàlia de Nonggang
La timàlia de Nonggang (Stachyris nonggangensis) és un ocell de la família dels timàlids (Timaliidae).

## Hàbitat i distribució
Habita boscos i matolls del sud-oest de la Xina i nord del Vietnam.